# Раздяла (филм)
„Раздяла“ (на персийски: جدایی نادر از سیمین) е ирански драматичен филм от 2011 година на режисьора Асгар Фархади по негов собствен сценарий.
В основата на сюжета е разказът за семейство от средната класа, което се разделя и наема бедна жена, която да се грижи за бащата на съпруга, страдащ от болест на Алцхаймер. Главните роли се изпълняват от Лейла Хатами, Пейман Моаади и Сарех Баят.
„Раздяла“ получава наградите Златен глобус и Сезар за най-добър чуждоезичен филм и става първият ирански филм, награден с Оскар за най-добър чуждоезичен филм и със Златна мечка.